# Championnats du monde de cyclisme sur route 2020
Navigation
Yorkshire 2019 Flandre 2021
Les championnats du monde de cyclisme sur route 2020, quatre-vingt-septième édition des championnats du monde de cyclisme sur route, ont lieu du 24 au 27 septembre 2020 à Imola en Italie.

## Choix du lieu des épreuves
Après avoir attribué provisoirement l'organisation à Vicence, en Italie, sous condition de garanties financières que la ville candidate n'a finalement pas été en mesure d'assurer, l'UCI a porté son choix sur Aigle et Martigny en Suisse. Cependant en août 2020, un peu plus d'un mois avant l'événement, le comité d'organisation des mondiaux d'Aigle et Martigny annonce à l'UCI qu'il est contraint d'annuler à cause des mesures prises par le Conseil fédéral suisse en lien avec la pandémie de Covid-19 interdisant jusqu'au 30 septembre 2020 toute manifestation réunissant plus de 1000 personnes. L'UCI prend acte de cette décision et se met immédiatement en recherche d'un site de repli capable d'accueillir tout ou partie des épreuves du programme, de préférence en Europe. L'UCI annonce finalement le 2 septembre, à trois semaines seulement de l'échéance, la décision d'attribuer la reprise de l'organisation des championnats du monde à la ville d'Imola en Italie et d'en alléger le programme (le contre-la-montre par équipes, ainsi que les épreuves espoirs et juniors sont annulées).

## Parcours

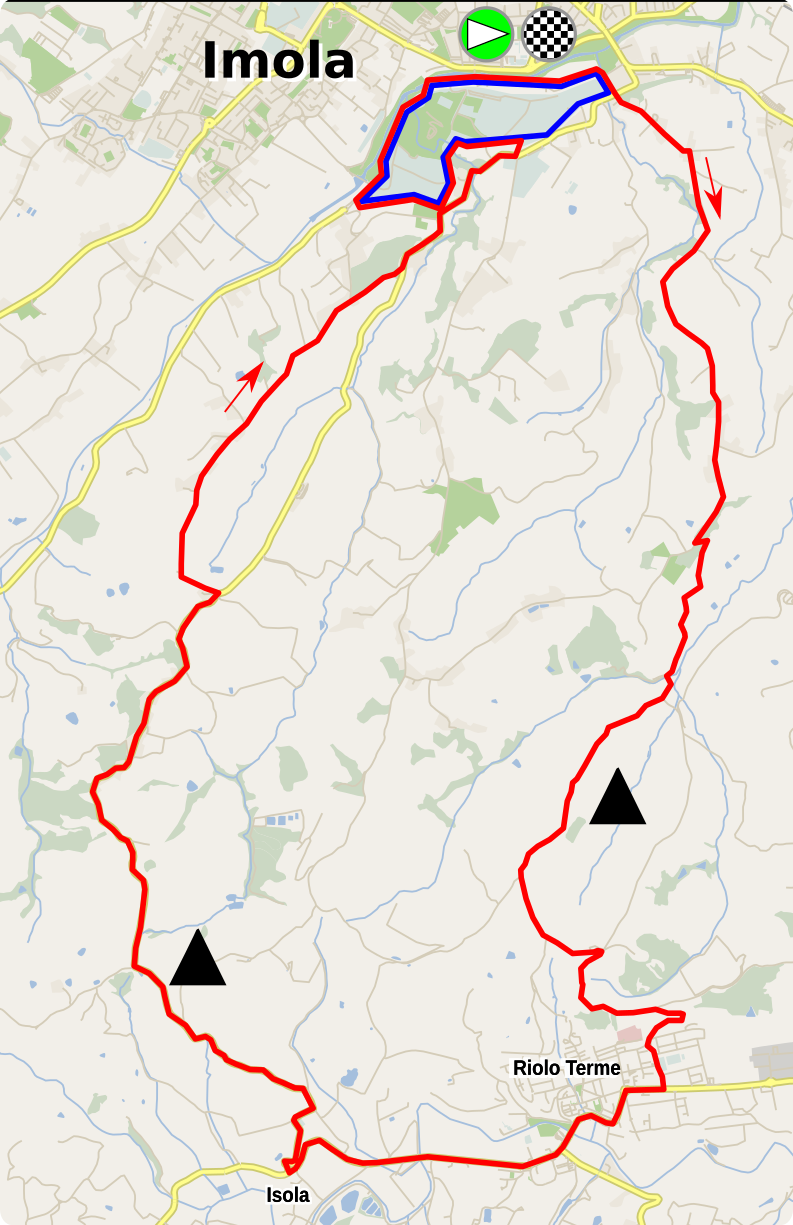
Carte du circuit.

Le début et la fin de toutes les épreuves ont lieu sur l'Autodromo Enzo e Dino Ferrari d'Imola. La course en ligne masculine est tracée sur 258,2 kilomètres avec une dénivelée de près de 5 000 mètres. Pour les femmes, le parcours est de 143 kilomètres avec 2 750 mètres de dénivelée. Le circuit est d'une longueur de 28,8 kilomètres avec deux montées difficiles d'environ trois kilomètres chacune et une moyenne de 10 % avec des passages à 14 %. Les contre-la-montre, cependant, sont tracés sur un parcours plat de 32 kilomètres, pour 200 mètres de dénivelée. Les trois derniers kilomètres de course ont lieu sur le circuit automobile.
L'Autodromo a déjà accueilli plusieurs arrivées d'étapes du Tour d'Italie. Imola avait accueilli les mondiaux en 1968 qui avaient vu la victoire de l'Italien Vittorio Adorni chez les hommes et de la Néerlandaise Keetie van Oosten-Hage chez les femmes,.

## Programme

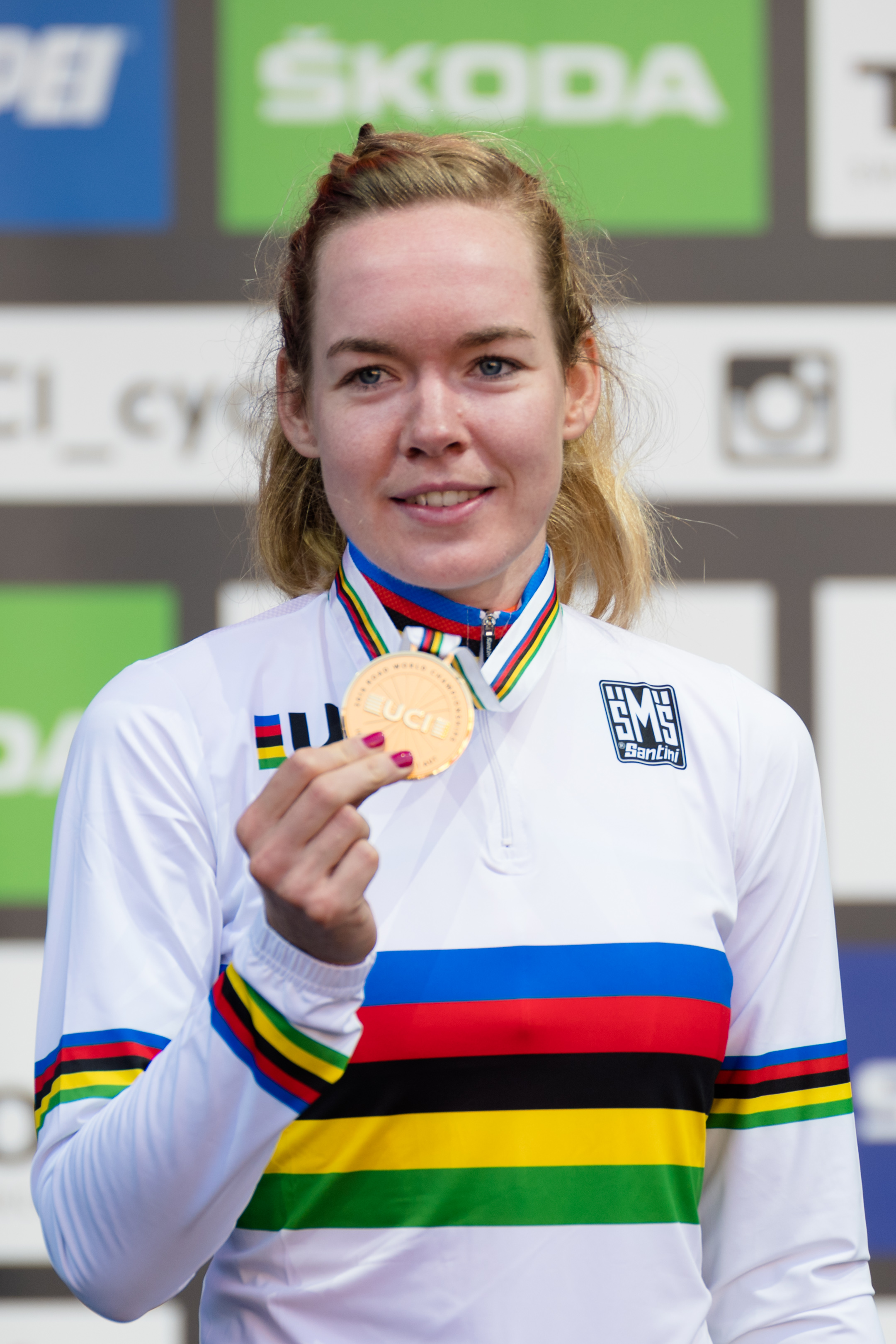
Anna van der Breggen (ici aux mondiaux 2018) est devenue double championne du monde à Imola

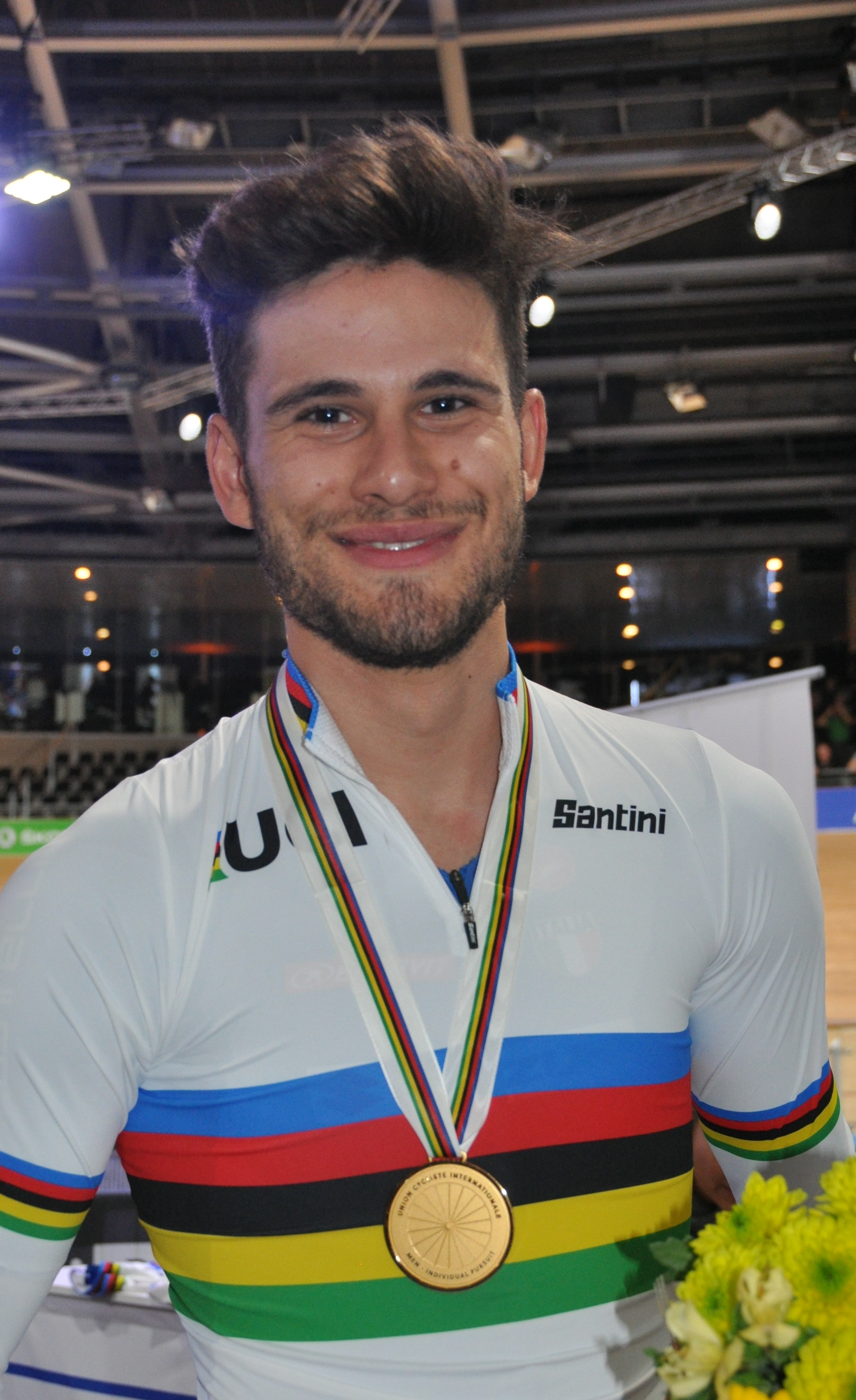
Filippo Ganna est le nouveau champion du monde du contre-la-montre

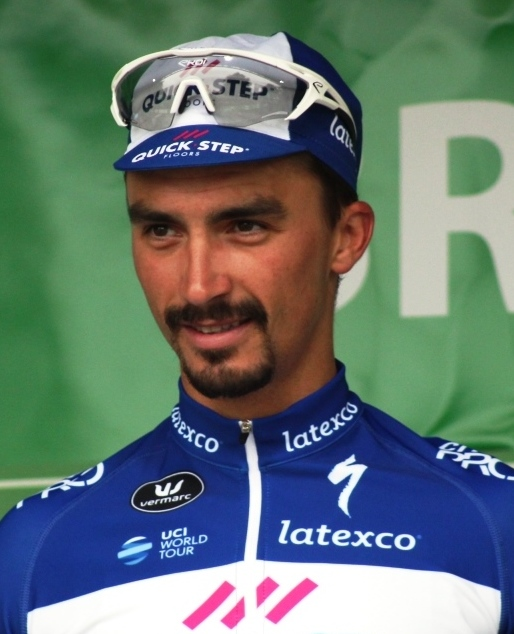
Le champion du monde sur route 2020 : Julian Alaphilippe (ici 2018)

| Date                        | Événement    | Ville départ               | Ville arrivée              | Distance | Tours |
| --------------------------- | ------------ | -------------------------- | -------------------------- | -------- | ----- |
| Contre-la-montre individuel |              |                            |                            |          |       |
| Jeudi 24 septembre          | Élite femmes | Imola (circuit automobile) | Imola (circuit automobile) | 31,7 km  | 1     |
| Vendredi 25 septembre       | Élite hommes | Imola (circuit automobile) | Imola (circuit automobile) | 31,7 km  | 1     |
| Course en ligne             |              |                            |                            |          |       |
| Samedi 26 septembre         | Élite femmes | Imola (circuit automobile) | Imola (circuit automobile) | 143 km   | 5     |
| Dimanche 27 septembre       | Élite hommes | Imola (circuit automobile) | Imola (circuit automobile) | 258,2 km | 9     |

## Podiums

### Épreuves masculines
| Épreuves                             | Or                 | Or | Or              | Argent        | Argent | Argent | Bronze       | Bronze | Bronze |
| ------------------------------------ | ------------------ | -- | --------------- | ------------- | ------ | ------ | ------------ | ------ | ------ |
| Élites                               |                    |    |                 |               |        |        |              |        |        |
| Course en ligne Résultats détaillés  | Julian Alaphilippe | en | 6 h 38 min 34 s | Wout van Aert | +      | 24 s   | Marc Hirschi | +      | 24 s   |
| Contre-la-montre Résultats détaillés | Filippo Ganna      | en | 35 min 54 s     | Wout van Aert | +      | 26 s   | Stefan Küng  | +      | 29 s   |

### Épreuves féminines
| Épreuves                             | Or                   | Or | Or             | Argent               | Argent | Argent     | Bronze               | Bronze | Bronze     |
| ------------------------------------ | -------------------- | -- | -------------- | -------------------- | ------ | ---------- | -------------------- | ------ | ---------- |
| Élites                               |                      |    |                |                      |        |            |                      |        |            |
| Course en ligne Résultats détaillés  | Anna van der Breggen | en | 4 h 9 min 57 s | Annemiek van Vleuten | +      | 1 min 20 s | Elisa Longo Borghini | +      | 1 min 20 s |
| Contre-la-montre Résultats détaillés | Anna van der Breggen | en | 40 min 20 s    | Marlen Reusser       | +      | 15 s       | Ellen van Dijk       | +      | 31 s       |

## Tableau des médailles
| Rang  | Nation   | Or | Argent | Bronze | Total |
| ----- | -------- | -- | ------ | ------ | ----- |
| 1     | Pays-Bas | 2  | 1      | 1      | 4     |
| 2     | Italie   | 1  | 0      | 1      | 2     |
| 3     | France   | 1  | 0      | 0      | 1     |
| 4     | Belgique | 0  | 2      | 0      | 2     |
| 5     | Suisse   | 0  | 1      | 2      | 3     |
| Total | Total    | 4  | 4      | 4      | 12    |